# Piotr Konowrocki
Piotr Konowrocki (ur. 27 października 1963 w Otwocku) – polski urzędnik; konsul generalny RP we Lwowie (1997–2000) i Toronto (2004–2008).

## Życiorys
Piotr Konowrocki ukończył XXVI Liceum Ogólnokształcące im. gen. Henryka Jankowskiego w Warszawie. Absolwent Wydziału Dziennikarstwa Uniwersytetu Moskiewskiego. W 1993 uzyskał tam doktorat z nauk humanistycznych w zakresie dziennikarstwa telewizyjnego.
W 1991 rozpoczął pracę jako referent w Wydziale Konsularnym Ambasady RP w Moskwie. We wrześniu 1993 został wicekonsulem w Konsulacie Generalnym RP we Lwowie, od 1 września 1997 do 29 lutego 2000 był tam konsulem generalnym. W tym czasie doszło m.in. do podpisania porozumienia z władzami Lwowa w sprawie odbudowy Cmentarza Orląt Lwowskich oraz z władzami Krzemieńca w sprawie utworzenia muzeum Juliusza Słowackiego. Od 2000 do 2004 był radcą w Departamencie Europy Ministerstwa Spraw Zagranicznych odpowiedzialnym za kwestie ukraińskie i rosyjskie. W latach 2004–2008 pełnił funkcję Konsula Generalnego RP w Toronto. Następnie, od 2008 do 2011 był I radcą w Departamencie Konsularnym MSZ. Od lutego 2012 do lipca 2016 kierował Wydziałem Konsularnym Ambasady RP w Waszyngtonie w stopniu radcy-ministra. Następnie pracował w Departamencie Wschodnim MSZ.
Za działalność związaną z archiwizacją i wspomaganiem renowacji polskich zabytków na Ukrainie otrzymał złoty Medal „Opiekun Miejsc Pamięci Narodowej”.
Żonaty z Julią, doktor nauk humanistycznych. Mają dwoje dzieci: Patryka i Julię.